# Thecla pavo
Thecla pavo är en fjärilsart som beskrevs av De Nicéville 1887. Thecla pavo ingår i släktet Thecla och familjen juvelvingar. Inga underarter finns listade i Catalogue of Life.